# Brooks (DJ)

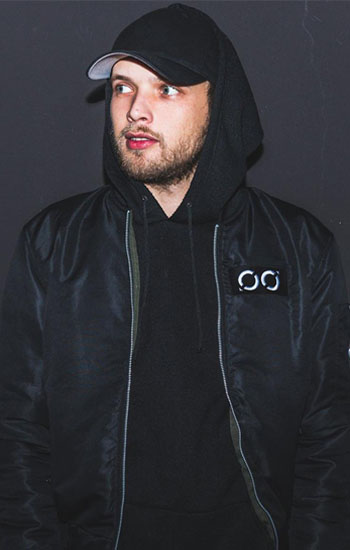
Thijs Westbroek alias Brooks (2019)

Brooks (* 14. April 1995, bürgerlich Thijs Westbroek) ist ein niederländischer DJ und Musikproduzent, der überwiegend in den Bereichen des Future House und Future Bounce aktiv ist. Zwischen 2017 und 2018 erlangte er durch seine Zusammenarbeit mit dem ebenfalls niederländischen Produzenten Martin Garrix bei Liedern wie Byte, Boomerang und Like I Do Bekanntheit.

## Karriere
Westbroek kam über familiäre Wege zur Musik. Sein Cousin besaß mehrere Musikspieler sowie diverse CDs und Vinyls, mit denen sie sich während Familienfeiern auseinandersetzten. Nachdem sie sich irgendwann dazu entschlossen, die Produktion eines Liedes auszuprobieren, luden sie sich ein Programm runter und fanden großes Interesse darin. Stilistisch fand er sich dabei im Bereich des Hardstyles wieder.
Durch mehrere Kontakte in Nachbarschaft und Familie konnte er später eine Verbindung zum Musikmanagement und -Label „2-Dutch Music Group“ aufbauen. Hier wurde im Jahr 2013 das niederländische DJ-Duo Showtek auf ihn aufmerksam und verschaffte ihm erste Remix-Aufträge. Den Beginn machte eine Neuinterpretation ihres Liedes Booyah, die über „Spinnin’ Records“ veröffentlicht wurde und sein erstes Release verzeichnete. Ein Remix zu Cannonball und Sun Goes Down, jeweils auch von Showtek folgten. Parallel erhielt er auch über die Grenzen Bekanntheit. So kam er in Kontakt mit dem Schweizer Produzenten-Duo DJ Antoine vs. Mad Mark sowie auch mit der israelischen EDM-Gruppe The Young Professionals.
Im Sommer 2014 wurde auch der niederländische DJ und Produzent Hardwell auf Brooks aufmerksam und stellte dessen ihm zugesandte Demo-Version des Liedes Get Down, die in Zusammenarbeit mit Multiplayers entstand in seiner Radio-Show „Hardwell On Air“. Der Song wurde von „Deal Records“ signiert und im April des Folgejahres als Single veröffentlicht. Parallel arbeitete er mit dem niederländischen EDM-Duo Bassjackers zusammen. Dabei entstand der Track Alamo, der im Mai 2015 über Showteks „Skink Records“ erschien. Der Song entwickelte sich zu einem Festival-Erfolg und wurde von unter anderem David Guetta, KSHMR und Martin Garrix bei ihren Live-Auftritten gespielt. In einem Interview mit dem Dance-Music-Portal „Tbhe Banging Beats“ erzählte er, dass der Moment, in dem er Teil des Publikums des Flying-Dutch-Festivals war während Martin Garrix das Lied Alamo einleitete, einen der unvergesslichsten Momente seiner Karriere bezeichnet.
Später im Jahr 2015 signierte Brooks einen Vertrag mit der internationalen Musikplattform „FutureHouseMusic“, der die Promotion und Veröffentlichung der Lieder Pinball und If Only I Could sicherte. Nachdem bereits Pinball mit einer halben Million Views auf YouTube ihm Reichweite verschaffte, konnte der Nachfolge rund zwei Millionen Aufrufe verzeichnen und brachte ihn nach Alamo ein zweites Mal in die Beatport-Top-100. Beide Lieder unterschieden sich stilistisch stark von seinen bisherigen Releases. Während er sich vorher vom Big-Room-Genre beeinflussen ließ, orientierte er sich fortan an einer Mischung aus Future House und Future Bounce.
Nachdem sein Vertrag mit „FutureHouseMusic“ im Frühjahr 2016 auslief, erschienen zum einen mit Make Your Move eine weitere Solo-Veröffentlichung auf „2 Dutch Records“ sowie mit der Single Take Me Away ein Kollaboration mit dem norwegischen EDM-Produzenten Jonas Aden auf Don Diablos Plattenlabel „Hexagon“. Mit den Bassjackers produzierte er zusätzlich ein Follow-Up des Liedes Alamo. Dabei entstand das Lied Joyride, das im Frühjahr 2017 erschien und sich auf Platz-eins der Beatport-Genre-Charts setzen konnte.
Ebenfalls zu Beginn des Jahres 2017 versuchte er via E-Mail Kontakt mit Martin Garrix aufzunehmen. Er schickte einen Remix des Liedes Scared to Be Lonely von Garrix und Sängerin Dua Lipa an 20 unterschiedliche E-Mail-Adressen, die er im Internet auffinden konnte. Kurz darauf spielte Garrix diesen in einem seiner Sets und kontaktierte Brooks im Hinblick auf eine Veröffentlichung des Remixes auf der Remix-EP. Parallel zum Release trafen sich die beiden Produzenten im Zuge der im Vorjahr erfolgten Gründung von Garrix eigenem Plattenlabel „STMPD RCRDS“. Brooks unterzeichnete einen Plattenvertrag und bestätigte zudem Teil von Martin Garrix kommender Tournee zu sein.
Am 31. März 2017 folgte das Lied On our Own, eine Kollaboration mit den Showtek-Brüdern, die ihm bei seinem Werdegang maßgeblich unterstützten. Zur Entstehung erzählte Westbroek, dass er schon länger an dem Song gearbeitet hätte und Wouter, ein Teil des Duos ihn zufällig bei seinen Studioarbeiten gehört hätte. Er hätte daraufhin Sängerin Natalie Major kontaktiert und gemeinsam produzierten Showtek und Brooks On our Own fertig. Die Single bezeichnet sowohl seine, als auch Showteks erste Produktion im Future-Bass-Genre.
Nach der Unterzeichnung des Plattenvertrags auf Garrix’ Label folgte bereits am 7. April 2017 die erste Kollaboration der beiden Produzenten. Diese trägt den Titel Byte und setzt sich aus zwei begonnenen Solo-Produktionen der Musiker zusammen. Der Song brachte Brooks erstmals eine Platzierung in den US-amerikanischen Dance-Charts ein und steigerte seine Bekanntheit insbesondere im Social-Media-Bereich schlagartig. Bis ins Folgejahr bildete Byte das Intro von Garrix’ Sets.

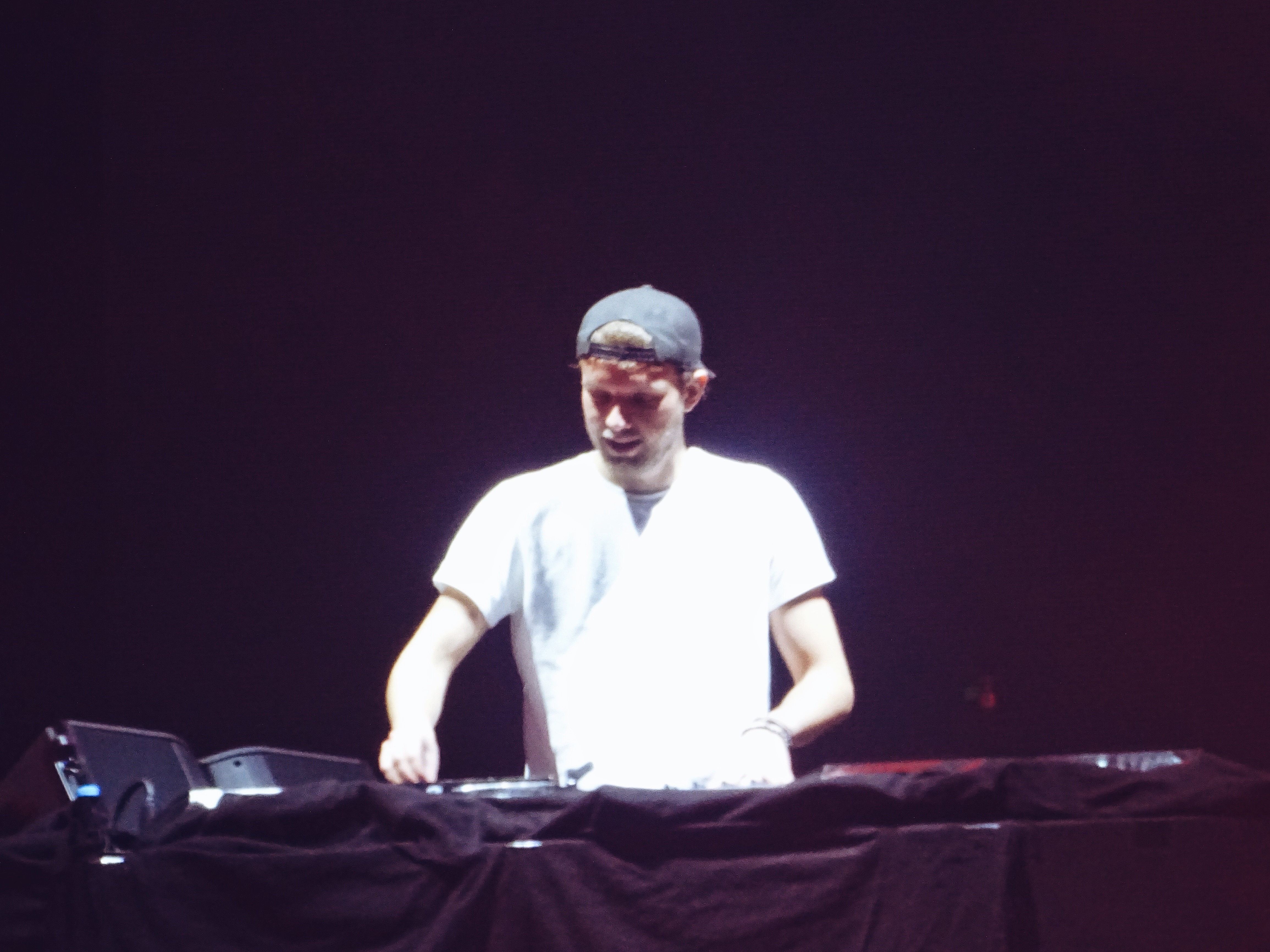
Brooks live bei der World-Club-Dome-Winter-Edition 2017

Im September 2017 präsentierte Brooks eine weitere Future-House-Single. Diese trägt den Titel Jetlag und entstand in Zusammenarbeit mit dem niederländischen Future-Bounce-Produzenten Mike Williams. Der Titel erreichte die Spitze der Beatport-Genre-Charts. Auch ein Musikvideo drehten die beiden Musiker, die darin als Piloten zu sehen sind. Nur einen Monat später folgte seine zweite Kollaboration mit Martin Garrix. Diese trägt den Titel Boomerang und basiert auf einer ursprünglichen Kollaboration mit dem EDM-Projekt Breathe Carolina und Produzenten Pillface, die nie veröffentlicht wurde.
Mit dem Track Like I Do folgte am 2. Februar 2018 die bereits dritte Zusammenarbeit mit Martin Garrix. Hier wirkte zudem der französische DJ und Produzent David Guetta mit, der die Demo solo produzierte und noch auf seinem Laptop gespeichert hatte. Neben einem großen Songwriterteam, beteiligte sich zusätzlich das norwegische Produzenten-Trio Stargate an den Vocals. Der Track entwickelte sich zu einem kommerziellen Erfolg und erreichte in vielen Musikcharts weltweit eine Platzierung.
Am 25. Mai 2017 präsentierte Brooks den Solo-Titel Lynx, der bereits vorab von unter anderem David Guetta als Mash-Up mit Titanium vorgestellt wurde. Nach dem Erfolg von Like I Do, beteiligte er sich an dem Track Blame It on Love, der auf David Guettas siebten Studioalbum 7 zu finden war. Die Vocals wurden dabei von der US-amerikanischen Sängerin Madison Beer beigesteuert. In einem ähnlichen Stil erschien am 16. November 2018 Limbo mit Zoë Moss
Am 8. Februar 2019 veröffentlichte Brooks das Lied Better When You’re Gone. Hierbei arbeitete er ein drittes Mal mit David Guetta zusammen. Des Weiteren kam hier das US-amerikanische Popduo Loote zum Einsatz. Premiert wurde das Ergebnis erstmals in einer noch etwas anderen Version gemeinsam beim Tomorrowland 2018.

## Diskografie

### Singles
| Jahr | Titel Album               | Höchstplatzierung, Gesamtwochen, AuszeichnungChartplatzierungen (Jahr, Titel, Album, Platzierungen, Wochen, Auszeichnungen, Anmerkungen) | Höchstplatzierung, Gesamtwochen, AuszeichnungChartplatzierungen (Jahr, Titel, Album, Platzierungen, Wochen, Auszeichnungen, Anmerkungen) | Höchstplatzierung, Gesamtwochen, AuszeichnungChartplatzierungen (Jahr, Titel, Album, Platzierungen, Wochen, Auszeichnungen, Anmerkungen) | Höchstplatzierung, Gesamtwochen, AuszeichnungChartplatzierungen (Jahr, Titel, Album, Platzierungen, Wochen, Auszeichnungen, Anmerkungen) | Höchstplatzierung, Gesamtwochen, AuszeichnungChartplatzierungen (Jahr, Titel, Album, Platzierungen, Wochen, Auszeichnungen, Anmerkungen) | Höchstplatzierung, Gesamtwochen, AuszeichnungChartplatzierungen (Jahr, Titel, Album, Platzierungen, Wochen, Auszeichnungen, Anmerkungen) | Anmerkungen                                                               |
| Jahr | Titel Album               | DE | AT | CH | UK | Dance | NL | Anmerkungen                                                               |
| ---- | ------------------------- | --- | --- | --- | --- | --- | --- | ------------------------------------------------------------------------- |
| 2017 | Byte –                    | — | — | — | — | Dance49 (1 Wo.)Dance | — | Erstveröffentlichung: 7. April 2017 mit Martin Garrix                     |
| 2018 | Like I Do 7               | DE23 Gold · (18 Wo.)DE | AT20 Gold · (13 Wo.)AT | CH22 (15 Wo.)CH | UK29 Gold · (15 Wo.)UK | Dance8 Gold · (2 Wo.)Dance | NL13 (13 Wo.)NL | Erstveröffentlichung: 22. Februar 2018 mit David Guetta und Martin Garrix |
| 2019 | Better When You’re Gone – | DE59 (3 Wo.)DE | AT70 (1 Wo.)AT | CH51 (1 Wo.)CH | — | Dance25 (16 Wo.)Dance | — | Erstveröffentlichung: 7. Februar 2019 mit David Guetta und Loote          |

Weitere Singles
- 2015: Get Down (mit Multiplayers)
- 2015: Alamo (mit Bassjackers)
- 2015: Pinball
- 2016: Make Your Move
- 2016: If Only I Could
- 2016: Hold It Down (feat. Micah Martin)
- 2016: Take Me Away (mit Jonas Aden)
- 2017: Joyride (mit Bassjackers)
- 2017: On Our Own (mit Showtek feat. Natalie Major)
- 2017: Jetlag (mit Mike Williams)
- 2017: Boomerang (mit GRX)
- 2018: Like I Do (mit David Guetta und Martin Garrix)
- 2018: Lynx
- 2018: Limbo (feat. Zoë Moss)
- 2019: Riot (mit Jonas Aden)
- 2019: Waiting for Love (feat. Alida)
- 2020: Say a Little Prayer (feat. Gia Koka)
- 2020: Voices (mit KSHMR feat. TZAR)
- 2020: Long Time (mit Mesto)
- 2022: Quantum (mit Martin Garrix)
- 2022: Take My Breath Away (mit Mo Falk)
- 2022: Someday (mit Isabel Ushe)
- 2022: Sober (mit Vluarr feat. Jay Mason)
- 2022: One Night (Loneliness) (feat. Moore)

### Remixe
- 2013: Showtek feat. We Are Loud & Sonny Wilson – Booyah
- 2013: DJ Antoine vs. Mad Mark – Crazy World
- 2014: Showtek & Justin Prime feat. Matthew Koma – Cannonball (Earthquake)
- 2014: The Young Professionals feat. Eva Simons – Let’s Do It Right
- 2015: Gigo’n’Migo – Stand by You
- 2015: David Guetta & Showtek feat. MAGIC! & Sonny Wilson – Sun Goes Down
- 2016: Morgan Page feat. Angelika Vee – Safe Till Tomorrow
- 2016: IZECOLD feat. Molly Ann – Close
- 2017: Martin Garrix & Dua Lipa – Scared to Be Lonely
- 2017: Gryffin & Illenium feat. Daya – Feel Good
- 2017: Zayn feat. Sia – Dusk Till Dawn
- 2018: Martin Garrix feat. Mike Yung – Dreamer
- 2019: Estelle feat. Kanye West – American Boy
- 2020: Illenium, Tom DeLonge & Angels & Airwaves – Paper Thin
- 2021: Lost Frequencies & Mathieu Kross – Don't Leave Me Now
- 2021: Alan Walker & Imanbek – Sweet Dreams

## Auszeichnungen für Musikverkäufe
| Goldene Schallplatte - Frankreich - 2018: für die Single Like I Do - Neuseeland - 2019: für die Single Like I Do Platin-Schallplatte - Dänemark - 2023: für die Single Like I Do - Italien - 2019: für die Single Like I Do - Kanada - 2019: für die Single Like I Do - Norwegen - 2019: für die Single Like I Do - Polen - 2019: für die Single Like I Do |

Anmerkung: Auszeichnungen in Ländern aus den Charttabellen bzw. Chartboxen sind in ebendiesen zu finden.
| Land/RegionAuszeichnungen für Musikverkäufe (Land/Region, Auszeichnungen, Verkäufe, Quellen) | Gold     | Platin     | Verkäufe | Quellen           |
| -------------------------------------------------------------------------------------------- | -------- | ---------- | -------- | ----------------- |
| Dänemark (IFPI)                                                                              | —        | Platin1    | 90.000   | ifpi.dk           |
| Deutschland (BVMI)                                                                           | Gold1    | —          | 200.000  | musikindustrie.de |
| Frankreich (SNEP)                                                                            | Gold1    | —          | 100.000  | snepmusique.com   |
| Italien (FIMI)                                                                               | —        | Platin1    | 70.000   | fimi.it           |
| Kanada (MC)                                                                                  | —        | Platin1    | 80.000   | musiccanada.com   |
| Neuseeland (RMNZ)                                                                            | Gold1    | —          | 15.000   | radioscope.co.nz  |
| Norwegen (IFPI)                                                                              | —        | Platin1    | 10.000   | ifpi.no           |
| Österreich (IFPI)                                                                            | Gold1    | —          | 15.000   | ifpi.at           |
| Polen (ZPAV)                                                                                 | —        | Platin1    | 20.000   | olis.pl           |
| Vereinigte Staaten (RIAA)                                                                    | Gold1    | —          | 500.000  | riaa.com          |
| Vereinigtes Königreich (BPI)                                                                 | Gold1    | —          | 400.000  | bpi.co.uk         |
| Insgesamt                                                                                    | 6× Gold6 | 5× Platin5 |          |                   |

## Belege
1. ↑  Danouschka de Haas: Brooks is klaar om zichzelf aan de wereld te laten zien auf „This Is Our House“
2. ↑  https://www.reddit.com/r/EDM/comments/836nsk/this_is_brooks_ama/
3. ↑  musicbybrooks: Signing some stuff😏 auf „Instagram“
4. ↑  Brooks. In: Billboard. Abgerufen am 20. Dezember 2020.
5. ↑  Rajrishi Murthi: Interview With Brooks! (Memento des Originals vom 26. Mai 2018 im Internet Archive)  Info: Der Archivlink wurde automatisch eingesetzt und noch nicht geprüft. Bitte prüfe Original- und Archivlink gemäß Anleitung und entferne dann diesen Hinweis. auf „The Banging Beat“
6. 1 2  Chartquellen: DE AT CH UK US NL

| Personendaten    | Personendaten                          |
| ---------------- | -------------------------------------- |
| NAME             | Brooks                                 |
| ALTERNATIVNAMEN  | Westbroek, Thijs (wirklicher Name)     |
| KURZBESCHREIBUNG | niederländischer DJ und Musikproduzent |
| GEBURTSDATUM     | 14. April 1995                         |